# SN 2010ki
SN 2010ki – supernowa typu Ia odkryta 2 grudnia 2010 roku w galaktyce A231610-0214. W momencie odkrycia miała maksymalną jasność 16,90m.